# Eugeni Serrano
Eugenio Serrano Gispert  (Barcelona, 14 de abril de 1960) fue un jugador de balonmano español de la Liga Asobal.

## Carrera deportiva

### Clubes
Empezó a jugar a balonmano en 1970 en la escuela barcelonesa de Sant Joan Bosco, adscrita a los Salesianos de Barcelona. La temporada 1976-77 marchó al Universitari antes de dar el salto al histórico BM Granollers un año después.
Llegó al equipo vallesano en edad juvenil y muy pronto consiguió un puesto en el primer equipo de División de Honor. En el primer equipo español que había conquistado un título europeo, la Recopa de Europa de 1976 permaneció dos temporadas ya que el club de la capital catalana, el FC Barcelona se había fijado en él para cubrir la posición de extremo derecho.  
En la temporada 1979-80 se hizo el traspaso al equipo de la ciudad condal, donde permanecería durante quince años, hasta finalizar su carrera como jugador profesional el año 1994. En el club blaugrana consiguió una infinidad de títulos tanto a nivel nacional como internacional siendo la Copa de Europa de 1991 el de mayor prestigio en competiciones de clubes del balonmano continental.
Entre sus compañeros de vestuario en el Barça destacan nombres como el de Veselin Vujović, Erhard Wunderlich, Lorenzo Rico, Cecilio Alonso y una interminable lista de grandes jugadores que han pasado por el club de mayor palmarés mundial bajo la tutela de Valero Rivera.
El propio Veselin Vujović, nombrado mejor jugador del mundo por la IHF en 1989, le consideraba el mejor extremo del mundo gracias a sus actuaciones desde el extremo derecho o incluso desde el lateral, siendo uno de los zurdos con más talento del balonmano español. Desde la posición de segunda línea, fue de los pioneros en aguantar la reacción del portero hasta el último momento antes de pisar el área, lo que contribuyó a mejorar ostensiblemente su efectividad y dificultaba en gran manera el trabajo de los porteros que tuvo como rivales.

### Selección española
Fue el jugador más joven de su época en llegar a la selección nacional. Participó, con tan sólo 18 años, en marzo de 1979 en el Mundial de Balonmano B disputado en Barcelona que la selección española conquistó. 
Disputó tres juegos olímpicos, los de Moscú ’80, Los Ángeles ’84 y Seúl ’88.
Algunos de sus compañeros en la banda derecha de la selección fueron: Cabanas, Novoa y Uría.
Para los Juegos Olímpicos de Barcelona 1992 el seleccionador español convocó a Javier Cabanas, junto a los jóvenes Iñaki Urdangarín y Mateo Garralda. Serrano, con 32 años, quedó relegado de su puesto en el combinado nacional y no pudo despedirse, en su ciudad natal, de la selección española. 
Sus datos con la selección nacional son más que destacables. Fue 231 veces internacional, tercero de todos los tiempos tras Lorenzo Rico y Juan Francisco Muñoz Melo, luego superado por David Barrufet. También es el tercer máximo goleador de todos los tiempos, con 622 goles. Anotaron más que él Juan Francisco Muñoz Melo y Enric Masip. Fue además 15 veces internacional júnior con 62 goles anotados.

### Fuera de las pistas
Se licenció en económicas en la recta final de su carrera deportiva. Tras retirarse entró a formar parte de la plantilla de la Caixa d’Estalvis i Pensions de Barcelona, “La Caixa”
Desde 2002 es entrenador de equipos de base en la localidad de San Quirico de Tarrasa.

## Trayectoria
- 1970-76  Sant Joan Bosco
- 1976-77  Universitari de Barcelona
- 1977-79  BM Granollers
- 1979-94  FC Barcelona

## Premios, reconocimientos y distinciones
- Medalla al Mérito de oro, otorgada por la Real Federación Española de Balonmano.
- Medalla al Mérito de plata, otorgada por la Real Federación Española de Balonmano.
- Figura en la “Galeria de Campions” de la Secretaria General de l’Esport de la Generalidad de Cataluña.
- Medalla de Plata de la Real Orden del Mérito Deportivo, otorgada por el Consejo Superior de Deportes (1994)[1]

## Palmarés selección
- 231 partidos con la selección de España con 622 goles.
- 15 partidos con la selección júnior de España con 62 goles.
- Medalla de oro en el Mundial B de Balonmano de Barcelona 1979

## Palmarés clubes
- 1 Copa de Europa: 1990-91
- 4 Recopa de Europa: 1983-84, 1984-85, , 1985-86 y 1993-94
- 8 Liga Div.Honor/Asobal: 1979-80, 1981-82, 85-86, 1987-88, 1988-89, 1989-90, 1990-91 y 1991-92
- 7 Copa del Rey: 1982-83, 1983-84, 1984-85, 1987-88, 1989-90, 1992-93 y 1993-94
- 6 Supercopa de España: 1986-87, 1988-89, 1989-90, 1990-91, 1991-92 y 1993-94
- 10 Liga Catalana: 1981-82, 1982-83, 1984-85, 1986-87, 1987-88, 1990-91, 1991-92, 1992-93 y 1994-95